# Френк Зейн
Френк Зейн (англ. Frank Zane; нар. 28 червня 1942, Кінгстон, Пенсільванія, США) — відомий американський бодібілдер, триразовий володар титулу «Містер Олімпія» (1977, 1978, 1979). Коли Френку було 15 років, його вага була 50 кг при зрості 174.

## Біографія
Френк Зейн народився 28 червня 1942 року в містечку Кінгстон, штат Пенсільванія. Почав займатися бодібілдингом в 14 років, щоб позбутися невпевненості в собі. Відрізнявся естетичною статурою, з якою перемагав на змаганнях більш масивних атлетів, навіть молодого Арнольда Шварценеггера в 1968 році.
Перед тим, як зайняти перше місце в конкурсі «Містер Олімпія» в 1977 році, в біографії Френка Зейна було зроблено декілька спроб завоювати перемогу. Але він став лише четвертим (в 1972 році), другим (в 1974 році) і знову другим (в 1976 році). Найвищим результатом у спортивній кар'єрі Френка є триразова перемога на змаганні «Містер Олімпія»: в 1977, 1978 і 1979 роках. Пізніше, в 1980, 1982, 1983 роках він займав відповідно 3, 2 і 4 місця.
Френк Зейн написав безліч книг про бодібілдинг. З 1980 року Френк тренує інших спортсменів.

## Антропометричні дані
- Зріст — 176 см
- Вага — 84-93 кг
- Біцепс — 48,5 см
- Грудна клітка — 132 см
- Стегно — 67 см
- Талія — 76 см
- Гомілка — 44 см